# Hailey Baptisteová
Hailey Baptisteová (nepřechýleně Baptiste; * 3. listopadu 2001 Washington, D.C.) je americká profesionální tenistka. Ve své dosavadní kariéře na okruhu WTA Tour vyhrála jeden turnaj ve čtyřhře. V sérii WTA 125 vybojovala jednu deblovou trofej. V rámci okruhu ITF získala čtyři tituly ve dvouhře a čtyři ve čtyřhře.
Na žebříčku WTA byla ve dvouhře nejvýše klasifikována v červenci 2025 na 48. místě a ve čtyřhře v červenci 2024 na 92. místě. Trénují ji Eric Hechtman a Franklin Tiafoe.
V juniorském tenise si zahrála finále čtyřhry US Open 2018, v němž s krajankou Dalaynou Hewittovou podlehly americkému páru Coco Gauffová a Caty McNallyová.

## Tenisová kariéra
V rámci hlavních soutěží událostí okruhu ITF debutovala v březnu 2018, když na turnaji ve floridské Tampě s dotací 15 tisíc dolarů postoupila z kvalifikace. Ve druhém kole dvouhry podlehla Bělorusce Iloně Kremenové. Premiérový titul v této úrovni tenisu vybojovala během ledna 2019 v Plantation, turnaji s rozpočtem 25 tisíc dolarů. V třísetovém finále přehrála pátou nasazenou Maďarku Annu Bondárovou z třetí světové stovky. Druhou trofej přidala během června téhož roku v jihokarolínském Sumteru po závěrečném vítězství nad krajankou Victorií Duvalovou, figurující v šesté stovce klasifikace. Třetí titul vybojovala v arizonském Tucsonu v listopadu 2019, když zvládla finálový duel proti mexické třísté hráčce žebříčku Marcele Zacaríasové.
Premiérový turnaj na okruhu WTA Tour odehrála ve dvouhře Citi Open 2019 v rodném Washingtonu, D.C. Po obdržení divoké karty na úvod přehrála druhou nasazenou světovou sedmnáctku Madison Keysovou. Jednalo se o její první zápas proti člence elitní stovky žebříčku. Ve druhém kole ji však vyřadila Francouzka Kristina Mladenovicová po třísetovém průběhu.
Debut v hlavní soutěži nejvyšší grandslamové kategorie zaznamenala v ženském singlu US Open 2020. Organizátoři jí udělili divokou kartu po řadě odstoupení v důsledku pandemie koronaviru. V úvodním kole však nenašla recept opět na třicátou nasazenou Kristinu Mladenovicovou. V první světové stovce debutovala 18. března 2024 po účasti ve druhém kole BNP Paribas Open 2024, když se posunula ze 105. na 96. příčku.

## Finále na okruhu WTA Tour

### Čtyřhra: 1 (1–0)
| Legenda            |
| ------------------ |
| Grand Slam (0)     |
| Turnaj mistryň (0) |
| WTA 1000 (0)       |
| WTA 500 (0)        |
| WTA 250 (1–0)      |

| Stav    | č. | datum          | turnaj                    | kategorie | povrch     | spoluhráčka     | soupeřky ve finále              | výsledek              |
| ------- | -- | -------------- | ------------------------- | --------- | ---------- | --------------- | ------------------------------- | --------------------- |
| Vítězka | 1. | 18. dubna 2021 | Charleston, Spojené státy | WTA 250   | antuka (z) | Caty McNallyová | Ellen Perezová Storm Sandersová | 6–7(4–7), 6–4, [10–6] |

## Finále série WTA 125
| Legenda                  |
| ------------------------ |
| D – dvouhra; Č – čtyřhra |
| WTA 125 (2–1 Č)          |

### Čtyřhra: 3 (2–1)
| Stav       | č. | datum         | turnaj                  | povrch    | spoluhráčka        | soupeřky ve finále               | výsledek               |
| ---------- | -- | ------------- | ----------------------- | --------- | ------------------ | -------------------------------- | ---------------------- |
| Finalistka | 1. | srpen 2023    | Stanford, Spojené státy | tvrdý     | Claire Liuová      | Jodie Burrageová Olivia Gadecká  | 6–7(4), 7–6(6), [8–10] |
| Vítězka    | 1. | listopad 2023 | Midland, Spojené státy  | tvrdý (h) | Whitney Osuigweová | Sophie Changová Ashley Laheyová  | 2–6, 6–2, [10–1]       |
| Vítězka    | 2. | červen 2024   | Gaiba, Itálie           | tráva     | Alycia Parksová    | Miriam Kolodziejová Anna Sisková | 7–6(7–4), 6–2          |

## Tituly na okruhu ITF
| Legenda         | Legenda         |
| --------------- | --------------- |
| Turnaje W100    | Turnaje W80     |
| Turnaje W75/W60 | Turnaje W50     |
| Turnaje W35/W25 | Turnaje W15/W10 |

### Dvouhra (4 tituly)
| č. | datum         | turnaj                    | kategorie | povrch | soupeřka ve finále         | výsledek           |
| -- | ------------- | ------------------------- | --------- | ------ | -------------------------- | ------------------ |
| 1. | leden 2019    | Plantation, Spojené státy | W25       | antuka | Anna Bondárová             | 7–5, 6–7(6–8), 6–2 |
| 2. | červen 2019   | Sumter, Spojené státy     | W25       | tvrdý  | Victoria Duvalová          | 6–2, 7–5           |
| 3. | listopad 2019 | Tucson, Spojené státy     | W25       | tvrdý  | Marcela Zacaríasová        | 4–6, 6–4, 6–3      |
| 4. | červen 2023   | Caserta, Itálie           | W60       | antuka | Raluca Georgiana Șerbanová | 6–3, 6–2           |

### Čtyřhra (4 tituly)
| č. | datum         | turnaj                    | kategorie | povrch | spoluhráčka        | soupeřky ve finále                      | výsledek          |
| -- | ------------- | ------------------------- | --------- | ------ | ------------------ | --------------------------------------- | ----------------- |
| 1. | leden 2022    | Orlando, Spojené státy    | W60       | tvrdý  | Whitney Osuigweová | Angela Kulikovová Rianna Valdesová      | 7–6(9–7), 7–5     |
| 2. | březen 2023   | Boca Raton, Spojené státy | W25       | tvrdý  | Whitney Osuigweová | Francesca Di Lorenzová Makenna Jonesová | 6–2, 6–2          |
| 3. | listopad 2023 | Charleston, Spojené státy | W100      | antuka | Whitney Osuigweová | Nigina Abduraimovová Carole Monnetová   | 6–4, 3–6, [13–11] |
| 4. | únor 2024     | Guanajuato, Mexiko        | W100      | tvrdý  | Whitney Osuigweová | Ann Liová Rebecca Marinová              | 7–5, 6–4          |

## Finále na juniorském Grand Slamu

### Čtyřhra juniorek: 1 (0–1)
| Stav       | rok  | turnaj  | povrch | spoluhráčka       | soupeřky ve finále            | výsledek |
| ---------- | ---- | ------- | ------ | ----------------- | ----------------------------- | -------- |
| Finalistka | 2018 | US Open | tvrdý  | Dalayna Hewittová | Coco Gauffová Caty McNallyová | 3–6, 2–6 |